# Museu d’Art Contemporani de Barcelona

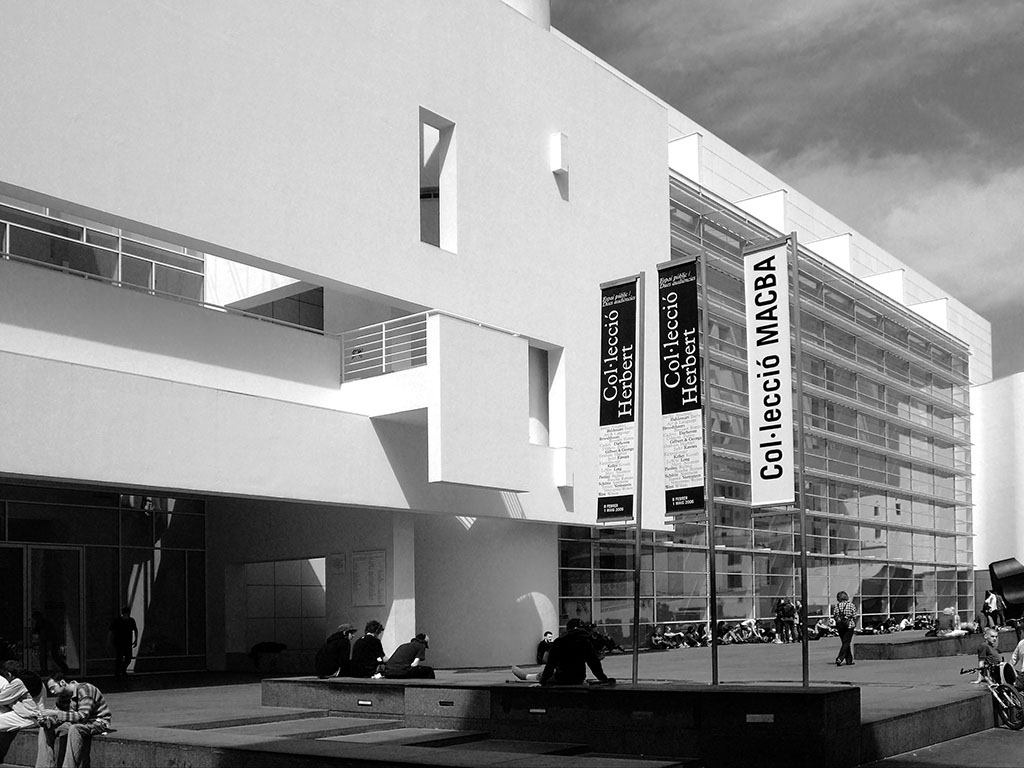
MACBA

Das Museu d’Art Contemporani de Barcelona (MACBA) ist ein Museum für zeitgenössische Kunst in Barcelona.
Bereits 1959 gründete Alexandre Cirici Pellicer einen Verein, um in Barcelona ein Museum für zeitgenössische Kunst einzurichten. Das Museum selbst wurde 1988 begründet. Am 28. November 1995 wurde das vom amerikanischen Architekten Richard Meier entworfene Gebäude im Altstadtviertel El Raval eröffnet.
Das Museum beinhaltet hauptsächlich Kunst aus der zweiten Hälfte des 20. Jahrhunderts sowie Werke vieler zeitgenössischer Künstler. 2011 übereigneten die Töchter des katalanischen Fotografen Xavier Miserachs das Archiv des 1998 Verstorbenen mit über 80.000 Negativen dem Museum.
Das Museum wechselt seine Ausstellungen alle drei bis vier Monate.

## Kuratoren
- 2008–2011 Chus Martínez[2]

## Sonderausstellungen (Auswahl)
- 2005: Ignasi Aballí
- 2007/08: Das MACBA beim Frankfurter Kunstverein
- 2009: Thomas Bayrle, Retrospektive
- 2009/10: Die Krankheit des Schreibens
- 2009/10: Ray Johnson
- 2010: #01 Armando Andrade Tudela
- 2011: Natascha Sadr Haghighian. De paso
- 2011: The Otolith Group
- 2011: Are you Ready for TV?

## La Capella
Seit 2006 nutzt das MACBA die Kapelle des ehemaligen Engelsklosters als zusätzliche Ausstellungsfläche. Diese befindet sich nur wenige Schritte entfernt vom Hauptgebäude. Dort werden vor allem experimentelle Installationen gezeigt. 2011 war dort beispielsweise die Installation De Paso der deutschen Künstlerin Natascha Sadr Haghighian zu sehen.

## Trivia
Die große Terrasse vor dem MACBA ist ein beliebter Treffpunkt für Skateboarder.